# Roger de Flor
Roger de Flor (Brindisi, c. 1267-Adrianópolis, 1305) fue un caballero templario y caudillo mercenario italiano al servicio de la Corona de Aragón. Ejerció como uno de los capitanes de la Gran Compañía Catalana y también fue conocido como Roger von Blume y Rutger Blume.

## Biografía

### Infancia y juventud
Roger fue hijo de un oficial de cetrería del emperador Federico II llamado Ricardo y de una burguesa de Brindisi, donde él nació. Cuando se arruinó la familia, su madre le confió a un caballero de la Orden del Temple y allí fue Hermano sargento al mando del navío Halcón.  
Participó en la última cruzada a Tierra Santa, donde se distinguió en la defensa de San Juan de Acre (1291). Sin embargo, los templarios le acusaron de haberse apropiado de tesoros de la orden en la confusión en la que se desarrolló el desalojo de la ciudad, por lo que fue expulsado de la orden. Aprovechando su experiencia militar, se hizo mercenario, entrando al servicio del rey Federico II de Sicilia (hijo de Pedro III el Grande de Aragón).

### Los almogávares
Federico puso a Roger de Flor al mando de las compañías de almogávares, mercenarios que habían sido empleados por la Corona de Aragón en la conquista de Valencia y Mallorca, y más tarde para consolidar sus dominios de Sicilia frente a las pretensiones de la Casa de Anjou. Participó en la defensa de Mesina en 1302 demostrando dotes de auténtico líder. 
Tras la Paz de Caltabellota (1302) entre Carlos II de Anjou y Federico de Sicilia, en 1302 se puso al servicio del emperador bizantino Andrónico II Paleólogo para ayudarle contra el peligro otomano, al mando de una expedición de 4.000 almogávares, 1500 soldados de caballería y 39 naves enviada por Federico (la Gran Compañía Catalana). Desfiló al mando de los almogávares, los cuales le tenían gran estima, ante el emperador bizantino en la ciudad de Constantinopla. Al mando de los almogávares aniquiló a los genoveses de Constantinopla, acto que agradeció el emperador. Harto de su tutela, pasó a Anatolia y tomó las ciudades de Filadelfia, Magnesia y Éfeso, rechazando a los turcos hasta Cilicia y los Tauro (1304), siempre en batallas en inferioridad numérica. 
Durante la primavera de 1304 tuvo lugar también una batalla entre los almogávares e invasores escitas procedentes del norte del mar Negro (alanos), que fueron derrotados. En recompensa por los servicios al Imperio, Andrónico le concedió el título de megaduque (comandante de la flota) y la mano de María, su sobrina e hija del zar de Bulgaria. Las batallas anteriores habían sido cortas y provocaron mayor número de víctimas, sobre todo en la retirada de los turcos del campo de batalla. Fueron de menor intensidad comparadas con la que se produjo cerca de las Puertas Cilicias. 
Roger de Flor y 8.000 almogávares derrotaron a un Ejército turco compuesto por 30 000 soldados, en su mayoría jenízaros, causando 18 000 bajas al enemigo. Después de esta gran victoria, los turcos se pensaron dos veces atacar de nuevo al Imperio Bizantino durante varios años, y Roger fue proclamado césar del Imperio, concediéndole aquel en feudo los territorios bizantinos en Asia Menor, con excepción de las ciudades. 
En la batalla destacó Berenguer de Entenza, que había apoyado a Roger con 1000 almogávares. A este se le concedió el título de megaduque a petición de Roger.
Estratégicamente, la posición de Roger de Flor y Berenguer de Entenza en Bizancio favorecía el proyecto Rex Bellator de Ramon Llull, que proponía en su Liber de Fine la ruta del sur (Almería-Granada-Norte de África-Egipto) para proseguir la Cruzada con ventaja de los reyes de la Corona de Aragón en caso de que hubiesen conseguido encabezar las órdenes militares unidas.

Sin embargo, la situación de los almogávares en el Imperio no era cómoda. Por una parte, al parecer cometieron excesos con la población local griega. Por otra, parece que la ambición de Roger de Flor era grande y pretendía erigirse en soberano de los territorios conquistados. Finalmente, su creciente ambición e influencia despertaron la hostilidad del emperador Miguel IX, hijo de Andrónico II y asociado al gobierno imperial. Así, este le hizo asesinar en Adrianópolis durante un banquete junto con más de un centenar de jefes almogávares el 5 de abril de 1305, y atacó posteriormente a las tropas almogávares.

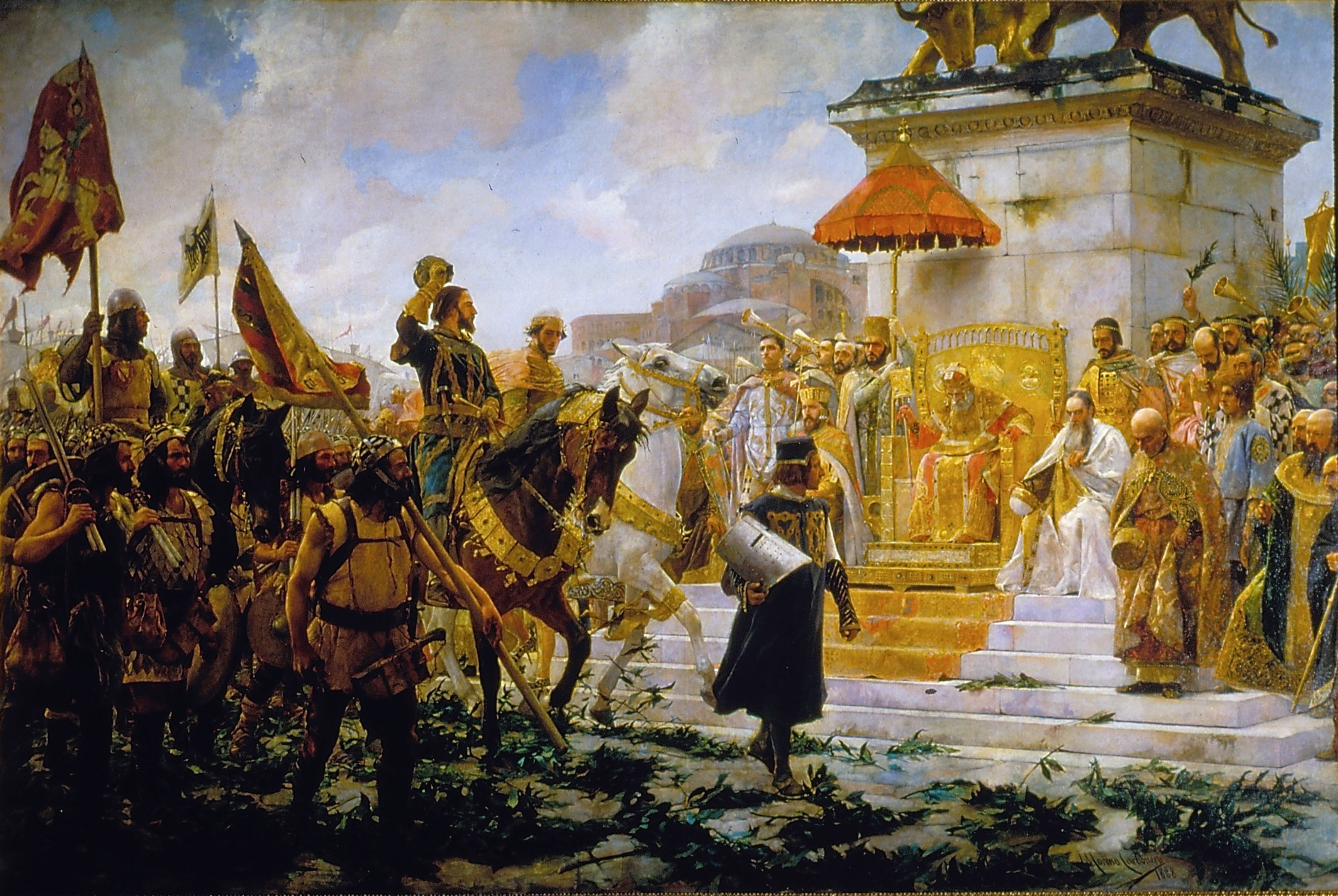
Entrada de Roger de Flor en Constantinopla, de José Moreno Carbonero. 1888. (Palacio del Senado de España).

Sin embargo, no solo no pudieron acabar con ellos, sino que los supervivientes, bajo el mando de Berenguer de Entenza, contraatacaron y arrasaron todo cuanto encontraron a su paso en Tracia y Macedonia (hechos conocidos como Venganza catalana). Finalmente se creó un ducado (Atenas y Neopatria) nominalmente dependiente de la Corona de Aragón.
La figura de Roger de Flor alcanzó difusión entre sus contemporáneos gracias a la Crónica de Muntaner, inspirando la obra Tirante el Blanco, de Joanot Martorell. Una de las unidades de la BRIPAC (Brigada Paracaidista) del Ejército Español lleva su nombre.